# La linda Beatriz
La linda Beatriz és una pel·lícula espanyola de 1939 dirigida i escrita per Josep Maria Castellví.

## Repartiment
- Fernando Granada
- Emilia Aliaga
- Francisco Pierrá
- Milagros Leal
- Carmen Sebastián
- Fernando Vallejo
- La Brazalema
- Juan Catalá